# Каланхое мраморное
Каланхое мраморное (лат. Kalanchoe marmorata) — травянистое суккулентное цветковое растение; вид рода Каланхое (Kalanchoe) семейства Толстянковые (Crassulaceae).

## Распространение
Родина растения западная и центральная Африка. Встречается на территории Эритреи, Эфиопии, Кении, Руанды, Сомали, Судана, Танзании, Уганды, Заира. Натурализовано в Тунисе.
Произрастает на скалистых склонах.

## Описание
Может достигать высоты до одного метра.
Имеет яйцевидные листья, зелёные с пурпурными точками или линиями. Цветонос раскидистый, цветы собраны в соцветия. Цветы звездные, белые. 
Цветёт поздней зимой и весной.
Плоды — Коробочки, длинной до сантиметра.

## Таксономия
Kalanchoe marmorata Baker, The Gardeners' Chronicle & Agricultural Gazette t. 12: 300 Архивная копия от 2 октября 2020 на Wayback Machine. 1892. 

### Синонимы
- Kalanchoe grandiflora A.Rich., Tent. Fl. Abyss. 1: 310–311. 1847.
- Kalanchoe grandiflora var. angustipetala Engl., Annuario Reale Ist. Bot. Roma 9: 251. 1902.
- Kalanchoe macrantha Baker

### Гибрид
При скрещивании с перистым каланхоэ образуется гибрид Kalanchoe pinmorata (Каланхоэ перисто-мраморное). Это растение имеет листья и стебель Мраморного каланхоэ, а цветы являются сочетанием цветов этих двух растений. Цветы Перисто-мраморного каланхоэ пурпурные, очень похожи на цветы Каланхоэ Мраморное. Бутоны же, напротив, похожи на бутоны Каланхоэ Перистого.
Гибридное каланхоэ монокарпическое — цветёт только один раз в жизни.
|                                                                                  |  |
| Каланхоэ мраморное и Каланхоэ перистое, Лос Анджелес; Цветы гибридного растения. |  |